# Takatsukasa Norihira
Takatsukasa Norihira (鷹司 教平); 14 février 1609 - 7 novembre 1668, est un kugyō de la noblesse de la cour du Japon du début de l'époque d'Edo. Il est descendant de la famille Takatsukasa, issue à l'origine de Konoe Iezane, et en tant qu'une des cinq familles go-sekke, jugée assez digne pour fournir des régents aux dirigeants du Japon.
Norihira, fils de Nobuhisa, est d'abord « Directeur de l'Office pour la garde impériale sur la gauche » et à partir de 1632 naidaijin. Il est sadaijin (« chancelier de la gauche ») de 1640 à 1641, tandis qu'est renforcée la politique d'isolement du pays (sakoku rei) du bakufu Tokugawa.
Il est marié à Tanemitsu, fille de l'empereur Go-Mizunoo. Son troisième fils est adopté par la Famille Kujō et à partir de là connu sous le nom Kujō Kaneharu (九条 兼晴; 1641–1677). Trois fils occupent des postes élevés dans la hiérarchie bouddhiste. La fille, Nobuko  (信子; 1651–1709) devient Jōkō-in de Tokugawa Tsunayoshi, une autre nonne au Zuiryū-ji. La plus jeune est mariée avec Shimazu Tsunataka, troisième daimyō du domaine de Satsuma. D'une concubine il a une fille, Fusako (房子; 1653–1712), qui devient dame d'honneur de l'impératrice du tennō Reigen.

## Source de la traduction
- (de) Cet article est partiellement ou en totalité issu de l’article de Wikipédia en allemand intitulé « Takatsukasa Norihira » (voir la liste des auteurs).